# Damon Knight
Damon Knight (Baker, 19 de Setembro de 1922 — Eugene, 15 de Abril de 2002) foi um editor, crítico e autor estadunidense de ficção científica.
O conto "To Serve Man" foi adaptado para um episódio homônimo da série antológica de The Twilight Zone.

## Obras principais
- "De boas intenções..." (Hell’s Pavement, 1955)
- In Search of Wonder (1956)
- Far Out (1961)
- In Deep (1963)
- Masters of Evolution (1954)
- The People Maker (1959)
- The Futurians: The Story of the Science Fiction "Family" (1977)
- The World and Thorinn (1981)

Co-editou com Isaac Asimov, a coletânea "O sorriso de metal" (The metal smile, 1968).